# رايني يانغ
رايني يانغ (بالصينية: 楊丞琳) (إسمها باللغة الصينية 杨丞琳) هي مغنية وممثلة ومذيعة تايوانية ولدت في يوم 4 يونيو 1984 في مدينة تايبيه في تايوان.

## وصلات خارجية
- رايني يانغ على موقع IMDb (الإنجليزية)
- رايني يانغ على موقع ألو سيني (الفرنسية)
- رايني يانغ على موقع ميوزك برينز (الإنجليزية)
- رايني يانغ على موقع أول موفي (الإنجليزية)
- رايني يانغ على موقع قاعدة بيانات الفيلم (الإنجليزية)
- رايني يانغ على موقع كينوبويسك (الروسية)

- رايني يانغ على قاعدة بيانات الأفلام على الإنترنت